# Mit, hol, mikor
A Mit, hol, mikor az oroszországi TV Igra 1975. szeptember 4-én indult kvízműsora. Műsorvezetője Borisz Krjuk.

## Más országokban
| Ország | Cím                      | Moderátor                                                                                | Eredeti Indulás      | Nyelv             |
| ------ | ------------------------ | ---------------------------------------------------------------------------------------- | -------------------- | ----------------- |
| ARM    | Ի՞նչ, որտե՞ղ, ե՞րբ       | Karen Kocsarjan                                                                          | Február 2002         | Orosz             |
| AZE    | Nə? Harada? Nə zaman?    | Balas Kaszumov                                                                           | 2006                 | Orosz, Azeri      |
| BLR    | Что? Где? Когда?         | Alesz Muhin                                                                              | Március 2009         | Fehérorosz, Orosz |
| BUL    | Какво? Къде? Кога?       | Vlagyimir Vorosilov                                                                      | November 13-15, 1987 | Orosz             |
| Grúzia | რა? სად? როდის?          | Georgyij Moszidze                                                                        | Október 6, 1996      | Grúz              |
| ITA    | Million Dollar Mind Game | Teo Mammucari                                                                            | 2011                 | Olasz             |
| KAZ    | Что? Где? Когда?         | Balas Kaszumov                                                                           | Szeptember 30, 2011  | Orosz             |
| RUS    | Что? Где? Когда?         | Alekszandr Maszljakov (1975-1976), Vlagyimir Vorosilov (1977-2000), Borisz Krjuk (2001-) | Szeptember 4, 1975   | Orosz             |
| TUR    | Aklın Yolu Bir           | Oktay Kaynarca                                                                           | Április 2011         | Török             |
| USA    | Million Dollar Mind Game | Vernon Kay                                                                               | Október 23, 2011     | Angol             |
| UKR    | Що? Де? Коли?            | Androszov Alekszandr                                                                     | Március 2008         | Ukrán, Orosz      |